# 클린치

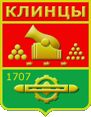
시 문장

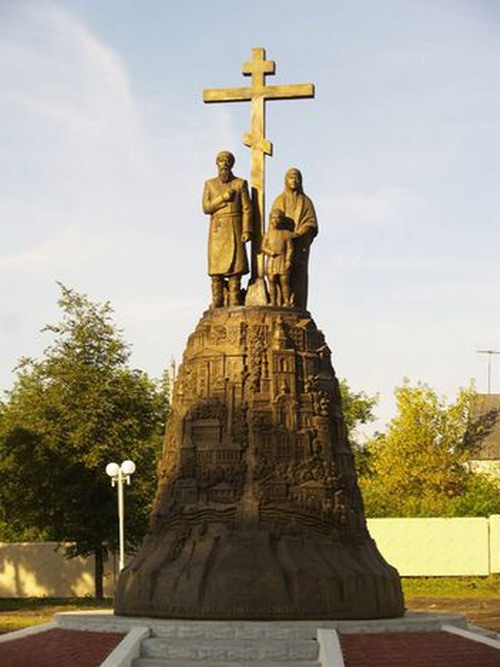
클린치 건설 기념비

클린치(러시아어: Клинцы)는 러시아 브랸스크주 서부에 위치한 도시로, 인구는 67,325명(2002년 기준)이다. 드니에프르강의 지류인 투로스나 강과 접하며 브랸스크(브랸스크 주의 주도)에서 남서쪽으로 172km 정도 떨어진 곳에 위치한다.
1707년 마을이 형성되었고 1925년 시로 승격되었다.

## 자매 도시
- 불가리아 큐스텐딜